# 1016年
| 千纪： | 2千纪 |
| 世纪： | 10世纪 \| 11世纪 \| 12世纪                                                                                 |
| 年代： | 980年代 \| 990年代 \| 1000年代 \| 1010年代 \| 1020年代 \| 1030年代 \| 1040年代                             |
| 年份： | 1011年 \| 1012年 \| 1013年 \| 1014年 \| 1015年 \| 1016年 \| 1017年 \| 1018年 \| 1019年 \| 1020年 \| 1021年 |
| 纪年： | 丙辰年（龙年）；契丹開泰五年；北宋大中祥符九年；大理明启七年；越南順天七年；日本長和五年                   |

## 大事记
- 藤原道長任太政大臣，攝關政治迎向全盛。
- 北宋久旱，大蝗，弥覆郊野，过京师开封，宋真宗赵恒命诸路转运使督民捕蝗。
- 本為六谷部友軍的甘州回鶻突然殺入涼州，打散了六穀部勢力。
- 决策无方者埃塞尔雷德之子刚勇者埃德蒙跟丹麥八字鬍斯文之子克努特大帝共治英格蘭，結果當年11月便告不治，使克努特大帝完全統治了英格蘭。
- 基輔大公惡棍斯維亞托波爾克在柳別奇附近的戰役被智者雅羅斯拉夫擊敗，被奪取基輔大公公位。
- 拜占庭帝國巴西爾二世和切爾尼戈夫公國大公姆斯季斯拉夫一同進攻可薩人統治的克里米亞，擊敗了其首領Georgius Tzul，拜占庭帝國佔領了克里米亞南部。

## 出生
- 慈聖皇后曹氏，宋仁宗第二任皇后。
- 苏缄，北宋官员。
- 羅拯，北宋官员。
- 張師正，北宋官员。
- 辽兴宗，辽国第七任皇帝。
- 源經信，日本贵族。
- 藤原嫄子，日本後朱雀天皇的中宮
- 楊空路，越南李朝禪宗僧侶。
- 加西亞·桑切斯三世 (納瓦拉)。
- 高麗德宗，高麗國的第九任国王。
- 流亡者爱德华，丹麦王子。

## 逝世
- 决策无方者埃塞尔雷德，英格兰王国国王。
- 刚勇者埃德蒙，英格蘭國王。
- 高正 (遼朝)，遼朝状元。
- 耶律隆庆，辽景宗和皇后萧绰第二子。
- 忠順保德可汗，甘州回鹘可汗。
- 趙昌，宋朝画家。
- 趙惟憲，北宋宗室。
- 邵賢妃 (宋太宗)，宋太宗賢妃。
- 陈世卿 (宋朝)，宋朝人。
- 劉承規，北宋宦官。
- 李神祐，北宋宦官。
- 橘道貞，日本贵族。